# President del Consell de Castella
El President del Consell Reial de Castella va ser la segona màxima autoritat de la corona de Castella, i després d'Espanya, amb la supressió del Consell d'Aragó, després del rei durant l'antic règim. La seva figura va mantenir-se mentre va durar el sistema de consells, el poder dels quals va anar en detriment a partir de la reforma del funcionament del govern amb l'entrada dels Borbons al tron. El consell i la figura del seu president van ser suprimits el 1834.

## Funcions
La presidència del consell va ser el càrrec de més rellevància política i administrativa de la monarquia després del mateix monarca, no en va era anomenat el «segon personatge del Regne després del rei». Estava al cas de tots els negocis de la justicia i del govern de la monarquia, i era l'encarregat del vetllar pel bon funcionament dels càrrecs i que s'observessin les lleis del regne. Com a representant immediat del rei, exercia com a Capità General de la Justícia del regne, amb les funcions de magistrat suprem després de la persona del monarca, exercia un poder efectiu en el sistema legal, amb una gran influència tant en l'ordre civil com l'eclesiàstic, capaç de decidir sobre l'execució de sentències, desterraments o empresonaments. D'altra banda, com a màxima autoritat també rebia les notícies directes de tot el que passava a la monarquia, a més d'intervenir-hi; havia d'ésser obeït amb la mateixa puntualitat que el rei; podia manar, a més, a la resta de ministres, alcaldes de casa i cort, cancelleries i audiències. A causa del prestigi i la influència del càrrec, en moltes ocasions es va haver de valer de formes solemnes i misterioses per mantenir el prestigi de la presidència.
A nivell intern, evidentment dirigia el govern ordinari del Consell de Castella, i des de 1707 també el de l'Aragó, com a vicari dels poders del sobirà. A més, havia de vetllar pel bon funcionament de l'organisme, presidia les sessions del consell en Ple o bé en Sales, i el president tenia la facultat per assistir a les sessions de qualsevol sala a la seva conveniència. Era també president de multitud de comissions i juntes integrades per ministres d'altres consells. Des d'allà, el president tenia la facultat de proposar al monarca el que convenia dur a terme i les decisions sobre el nomenament de càrrecs, fossin eclesiàstics o civils, entre altres feines, de les quals depenia el bon funcionament de la institució. Una altra atribució era la publicació dels reials decrets i ordres, remesos a través d'una via reservada del Secretari de Gràcia i Justícia. Finalment, tenia facultat de convocar de forma extraordinària el Ple de la Cambra i qualsevol de la Juntes que presidís en aquell moment.
El president era el ministre del rei més destacat durant la celebració de les Corts, perquè el monarca només assistia als actes solemnes i a la presentació de la proposta règia, al final era le president amb els seus ajudants que s'ocupava de la direcció i conducció de les corts en nom del rei des de la seva convocatòria fins a la seva dissolució, sempre en representació dels interessos de la monarquia: examinava poders dels procuradors, demanava el jurament, resolia qüestions de procediments, dubtes o peticions, a més de tenir capacitat d'imposar sancions disciplinàries, donava llicència als procuradors per les absències; finalment, li corresponia formular a les Corts la proposta règia en segona proposició.

## Història
Previ a la formació i estructuració del Consell de Castella, hi va haver una etapa que alguns consideren una primera fase del consell. En aquells moments, era el monarca mateix qui presidia el consell, de fet una mena de cambra consultiva a la corona. L'acta fundacional del consell es data amb l'establiment de les Ordenances de les Corts de Valladolid de 1385, durant el regnat de Joan I de Castella, quan es va formalitzar la creació d'un consell reial que tenia competències i atribucions pròpies. Al cap d'uns anys, aquest nou òrgan va tenir com a figura preeminent al bisbe de Segòvia, Juan de Serrano, si bé encara no ostentava el títol de president.
El primer president que figura amb aquest nom és Diego de Anaya y Maldonado el 1402. No obstant això, ordenances posteriors encara no s'estableix definitivament, perquè la presidència és exercida per tot el consell amb el monarca com a president formal, si bé qui exercia com a tal, però sense el nom, era Álvaro de Luna y Jarana.
Tanmateix, la presidència del consell va suposar una lluita entre els nobles i els clergues i, a més, hi hauria la possibilitat que es realitzessin torns en la presidència segons el grau de poder social i econòmic. El 1480 els Reis Catòlics estableixen unes noves ordenances, convertint el consell en una institució tècnica, deixant de banda les ambicions de la noblesa i el clergat; és a partir d'aquest moment quan els monarques s'arroguen la capacitat de nomenar i revocar aquest càrrec, si bé, òbviament, la presidència va continuar ocupada per personalitats dels estaments privilegiats.
Els Àustries hispànics van servir-se de poder nomenar i revocar, i van reforçar els poders del consell, sempre nomenant una persona de màxima confiança en la seva presidència, sobretot durant els regnats de Carles I i Felip II, a causa de les nombroses absències del regne. Aquesta situació canvia amb els anomenats Àustries menors, durant els regnats dels quals la figura política executora va ser el valido, que van controlar la presidència del consell a lliure albir. Tot i que el president recupera la seva preeminència amb la caiguda del valido de Felip IV, l'aparició de la figura del primer ministre durant el regnat de Carles II va fer que tornés a minvar la seva importància, si bé va arribar-se a un punt en què ambdós càrrecs van unir-se de facto.
La nova dinastia va transformar l'estructura administrativa que va suposar situar al consell de Castella al capdavant de tot el territori peninsular espanyol en suprimir-se el consell d'Aragó. No obstant això, el consell i el seu president tindran cada vegada menys importància en establir-se el govern a través de les secretaries de despatx i la figura del secretari d'Estat. Aquesta situació serà irreversible quan Manuel Godoy assumeixi tots els poders i, sobretot, amb la guerra d'independència que estableix el sistema de juntes. La tornada l'absolutisme amb Ferran VII ja no retorna el seu poder al consell, que es va mantenir fins a 1834, que va ser definitivament suprimit.

## Llista de presidents
Presidents des de la instauració del càrrec:
| Diego de Anaya y Maldonado | 1402 - 1437                                         |                      |
| Sancho Fernández de Córdoba y Rojas | c.1431                                              |                      |
| Íñigo Manrique de Lara | 1476 - 1479                                         |                      |
| Diego Hurtado de Mendoza y Quiñones | 1483 - 1487                                         |                      |
| Juan de Castilla y Enríquez | c.1497                                              |                      |
| Álvaro de Bragança | 1499/1500 - 1503                                    |                      |
| Juan Rodríguez Daza | 1503/1506                                           |                      |
| Alonso Suárez de Fuente del Salce | ?                                                   |                      |
| Juan de Silva | 1507 - 1512                                         |                      |
| Antonio de Rojas Manrique | 1514 - 1524                                         |                      |
| Juan Pardo de Tavera | 1524 - 1539                                         |                      |
| Fernando Niño | 1547 - 1552                                         |                      |
| Antonio de Fonseca | 1553 - 1557                                         |                      |
| Juan de Vega y Enríquez | 1557 - 1558                                         |                      |
| Luis Hurtado de Mendoza | 1559-1565                                           |                      |
| Juan Rodríguez de Figueroa | 1565                                                |                      |
| Diego de Espinosa y Arévalo | 1566-1572                                           |                      |
| Diego de Covarrubias y Leyva | 1572 - 1577                                         |                      |
| Antonio Mauriño de Pazos | 1577 - 1586                                         |                      |
| Francisco Zapata y Cisneros | 1583 - 1591                                         |                      |
| Rodrigo Vázquez de Arce | 1591 - 1599                                         |                      |
| Juan de Zúñiga-Avellaneda y Bazán | 1600 - 1608                                         |                      |
| Juan Bautista de Acevedo | 1608                                                |                      |
| Pedro Manso de Zúñiga y Sola | 1608 - 1610                                         |                      |
| Juan de Acuña | 1610 - 1615                                         |                      |
| Fernando de Acevedo | 1616 - 1621                                         |                      |
| Francisco de Contreras y Ribera | 1621 - 1627                                         |                      |
| Gabriel Trejo Paniagua | 1627 - 1629                                         |                      |
| Miguel de los Santos de San Pedro | 1629 - 1633                                         |                      |
| Fernando Valdés y Llano | 1633 - 1639                                         |                      |
| Juan Chavés y Mendoza | 1640                                                | Interí               |
| Diego de Castejón y Fonseca | 1640 - 1643                                         |                      |
| Juan Chumacero Carrillo y Sotomayor | 1643 - 1648                                         |                      |
| Diego de Arce y Reinoso | 1648                                                | Interí               |
| Diego de Riaño y Gamboa | 1648 - 1661                                         |                      |
| García de Haro y Sotomayor | 1662 - 1668                                         |                      |
| Diego Riquelme de Quirós | 1668                                                |                      |
| Diego Sarmiento de Valladares | 1668 - 1669                                         |                      |
| Pedro Núñez de Guzmán | 1669 - 1677                                         |                      |
| Francisco Ramos del Manzano | 1677                                                |                      |
| Juan de la Puente Guevara | 1677 -1680                                          |                      |
| Juan Asensio | 1680 - 1684                                         |                      |
| Manuel Joaquín Álvarez de Toledo-Portugal | 1684 - 1690                                         |                      |
| Antonio Ibáñez de la Riva | 1690 - 1692                                         |                      |
| Manuel Arias y Porres | 1692 - 1696                                         | Primer cop           |
| Antonio de Argüelles y Valdés | 1696 - 1698                                         |                      |
| Manuel Joaquín Álvarez de Toledo-Portugal | 1684 - 1690                                         | Segon cop            |
| Manuel Arias y Porres | 1699 - 1703                                         | Segon cop            |
| José de Solís y Valderrábano | 1703 - 1705                                         |                      |
| Francisco Ronquillo Briceño | 1706 - 1713                                         |                      |
| Un decret de 10 de novembre de 1713, ideat per Melchor Rafael de Macanaz i Jean Orry, va intentar disminuir la influència de l'organisme i sotmetre al seu control el consell. El decret remodelava l'estructura del vell consell i l'hi atorgava ara cinc presidents, amb igual autoritat: \| - Francisco Rodríguez de Mendarozqueta - Juan Antonio de Torres - Juan Ramírez de Baquedano \| - García Pérez de Araciel - Miguel Francisco Guerra \| La impossibilitat d'assimilació de la reforma, amb oposició d'alguns consellers, i les intrigues de palau amb l'arribada de la reina Isabel Farnese i el cardenal Giudice, van provocar la destitució dels reformistes i d'acord amb el caos que regnava al consell, es va desfer la nova planta. |                                                     |                      |
| Felipe Gil de Taboada | 1715                                                |                      |
| Juan Ramírez de Baquedano | 1715 - 1716                                         | Interí               |
| Luis de Mirabal y Espínola | 1716 - 1724                                         |                      |
| Juan de Herrera y Soba | 1724 - 1726                                         |                      |
| Pascual de Villacampa | 1725 - 1727                                         |                      |
| Andrés de Orbe y Larreátegui | 1727 - 1733                                         |                      |
| Gaspar de Molina y Oviedo | 1733 - 1744                                         |                      |
| Nicolás Manrique de Lara | 1744 - 1746                                         | Interí               |
| Gaspar Vázquez de Tablada | 1746 - 1749                                         |                      |
| Nicolás Manrique de Lara | 1749                                                | Interí per segon cop |
| Francisco Díaz Santos Bullón | 1749 - 1751                                         |                      |
| Diego de Rojas y Contreras | 1751 - 1766                                         |                      |
| Cristóbal Monsoriu | 1759                                                | Interí per absència  |
| Pedro Pablo Abarca de Bolea | 1766 - 1783                                         |                      |
| Manuel Ventura de Figueroa | 1783                                                |                      |
| Miguel María de Nava y Carreño | 1783                                                | Interí               |
| Pedro Rodríguez de Campomanes | 1783, 1789 - 1791                                   | Interí el 1783       |
| Juan de Silva Pacheco Meneses y Rabata | 1791 - 1792                                         |                      |
| Juan Rico Acedo | 1792 - 1795                                         |                      |
| Felipe Antonio Fernández Vallejo | 1795 - 1797                                         |                      |
| José de Ezpeleta y Veira de Galdeano | 1797 - 1798                                         |                      |
| Gregorio García de la Cuesta | 1798 - 1801                                         |                      |
| José Eustaquio Moreno | 1801 - 1803                                         |                      |
| Juan Francisco de los Heros | 1803 - 1805                                         |                      |
| Arias Antonio Mon y Velarde | 1805                                                | Interí               |
| Miguel de Mendinueta y Muzquiz | 1805 - 1806                                         | Interí               |
| Juan Manuel de la Isla | 1806 - 1807                                         | Interí               |
| Arias Mon y Velarde | 1807 - 1808                                         |                      |
| Pedro Alcántara Álvarez de Toledo | 1808 - 1809                                         | Primer cop           |
| Fusió de consells el 1809 per la Junta Suprema Central El 1810 es restableix la vella planta |                                                     |                      |
| José Joaquín Colón de Larreátegui | 1810 - 1812                                         |                      |
| Supressió del Consell el 1812 amb la promulgació de la Constitució de Cadis Restitució dels consells per Ferran VII |                                                     |                      |
| Pedro Alcántara Álvarez de Toledo | 1814 - 1823                                         | Segon cop            |
| Ignacio Martínez de Villela | 1816 - 1827                                         |                      |
| Bernardo de Riega y Solaner | 1827 - 1830                                         |                      |
| José María Puig Samper | 1830 - 1832                                         |                      |
| Francisco Javier Castaños | 1832 - 1834                                         |                      |
| Francisco Fernández del Pino | 1834                                                |                      |
| Juan Antonio Inguanzo | 1834                                                |                      |
| Supressió del Consell el 24 de març de 1834. |                                                     |                      |
| - Francisco Rodríguez de Mendarozqueta - Juan Antonio de Torres - Juan Ramírez de Baquedano | - García Pérez de Araciel - Miguel Francisco Guerra |                      |